# Euphorbia szovitsii
Euphorbia szovitsii là một loài thực vật có hoa trong họ Đại kích. Loài này được Fisch. & C.A.Mey. mô tả khoa học đầu tiên năm 1835.